# Heinrich Klee (Theologe)
Heinrich Klee (* 20. April 1800 in Münstermaifeld; † 28. Juli 1840 in München) war ein katholischer Theologe.

## Leben
Gymnasialstudium im bischöflichen Seminar zu Mainz 1809–17, danach Studium der Philosophie und Theologie im Priesterseminar Mainz 1817–21 (Priesterweihe 1823). Von 1819 bis 1824 arbeitete er als Lehrer am bischöflichen Gymnasium Mainz.
Klee wurde 1825 Professor der Theologie und Philosophie (doctor theologiae) am bischöflichen Seminar zu Würzburg, von 1825 bis 1829 Professor der Exegese und Kirchengeschichte im Mainzer Priesterseminar. Gegen den Willen von Georg Hermes (Hermesianismus) in Bonn und des Kölner Erzbischofs Ferdinand August von Spiegel wurde Klee 1829 Professor der Exegese und Kirchengeschichte an der katholischen Fakultät der Universität Bonn.
Heinrich Klee starb am 28. Juli 1840 in München und fand dort auch seine letzte Ruhestätte.

„Sein scharfer Gegensatz zu den Hermesianern führte zu einer Spaltung auch der Studentenschaft. Klee fand Unterstützung durch Karl Windischmann und den Kölner Erzbischof Clemens August von Droste-Vischering, ging aber Ende 1839 als Nachfolger Johann Adam Möhlers als Professor für Dogmatik und Exegese an die Universität München, wo er bei Kollegen und Studenten großen Anklang fand, aber bald starb. Die theologische Arbeit Klees, im Grunde die eines Autodidakten, entwickelte sich in zwei Richtungen: „Zurück zur Geschichte“ (in seinen exegetischen und dogmengeschichtlichen Untersuchungen), und dem Versuch eines Systems der gesamten Theologie nach dem Vorbild der idealistischen Philosophie. Seine drängenden Fragen waren: Was ist Theologie? Wie kommt ein Dogma zustande? Was ist die Kirche? Die erstrebte Synthese und die neue Grundlegung der Theologie waren ihm trotz rastloser Arbeit nicht möglich. Bedeutende Zeitgenossen wie Döllinger rechneten ihn unter die hervorragendsten theologischen Denker ihres Jahrhunderts“

## Werke (Auswahl)
- Tentamen theologico-criticum de chiliasmo primorum saeculorum (Diss.) (1825)
- Die Beichte, Eine hist.-krit. Unters. (1828)
- Kommentar über das Evangelium nach Johannes (Mainz 1829)
- Kommentar über des Apostels Paulus Sendschreiben an die Römer (Mainz 1830)
- Enzyklopädie der Theologie (Mainz 1832)
- Auslegung des Briefes an die Hebräer (Mainz 1833)
- Katholische Dogmatik (Mainz 1835, 3 Bände; 4. Aufl. 1861). Gilt als sein Hauptwerk
- Lehrbuch der Dogmengeschichte (Mainz 1837–38, 2 Bde.)
- Grundriß der katholischen Moral (2. Aufl. Mainz 1847).